# Neyaq
Neyaq (persiska: نیاک, Nīq, Nīāk, نیق) är en ort i Iran.   Den ligger i provinsen Östazarbaijan, i den nordvästra delen av landet, 500 km nordväst om huvudstaden Teheran. Neyaq ligger 1 395 meter över havet och antalet invånare är 264.
Terrängen runt Neyaq är huvudsakligen kuperad, men åt nordväst är den bergig.Runt Neyaq är det ganska glesbefolkat, med 27 invånare per kvadratkilometer. Närmaste större samhälle är Hūrānd, 6,9 km nordost om Neyaq. Trakten runt Neyaq består i huvudsak av gräsmarker.